# Mega (chaîne de télévision)
Pour les articles homonymes, voir Mega.
Mega (dérivé de Red Televisiva Megavisión son nom d'origine) est le premier réseau de télévision privé du Chili.
Il a commencé ses émissions le 23 octobre 1990, après que le propriétaire eut effectué le paiement 11 000 000 US au gouvernement, ayant remporté les offres d'achat lors de la privatisation du Canal 9, alors télévision publique. Au moment de la vente, Canal 9 était le deuxième signal de Televisión Nacional de Chile pour les sports et la culture.
Cette société de télévision est membre de l'Organisation des Télécommunications Ibéro-Américaines (OTI).

## Programmes

### Actuels
- Meganoticias (1990-2013, 2019-en production) (téléjournal). [Début 22 juillet 2019 à 21h00]
  - Meganoticias Amanece (2019-présent), présenté par Priscilla Vargas (2019-présent).
  - Meganoticias Conecta (2019-présent), présenté par Catalina Edwards (2019-présent) et José Antonio Neme (2019-présent).
  - Meganoticias Actualiza (2019-présent), présenté par José Luis Repenning (2019-présent), Catalina Edwards (2019-présent)
  - Meganoticias Prime (2019-présent), présenté par Soledad Onetto (2019-présent) et José Luis Repenning (2019-présent).
  - El tiempo (1990-en production) (météorologie), présenté par Gianfranco Marcone et Jaime Leyton.
- Mucho gusto (matinale) (2001-en production), présenté par Gonzalo Ramirez et Karen Doggenweiler.
- Historias que nos reúnen (2014-en production) (journalisme d'investigation), présenté par Catalina Edwards (2014-présent).
  -  Bicitantes (2015-2016), présenté par Luis Andaur.
  -  Vuelta a la manzana (2015-2017), présentée par Karen Bejarano (2015-2016), Maritxu Sangroniz (2016), María José Bello (2017) et Álvaro Escobar (2017).
  -  A orillas del río (2015-2016), présenté par Alipio Vera.
  -  Selección nacional (2016-2017), présenté par Koke Santa Ana.
  -  Súper alimentos (2015-en production), présentée par Carolina Bezamat.
  -  Vestido de novia (2017-en production), présenté par Bárbara Rebolledo et Óscar Mansilla.
  -  Kilos Mortales (Discovery Communications) (2017).
- Verdades ocultas (Mega/AG Creative Garage, 2017) (telenovela).
- Cake Boss (TLC, 2009-en production) (téléréalité) (2018-).
- Comer y sanar (2019-).
- Yo soy Lorenzo (Mega, 2019) (telenovela).
- El pañuelo rojo (Al Yazmalım) (atv, 2011-2012) (série), avec Seçkin Özdemir, Özge Özpirinçci et Barış Falay.
- Nuevo sol (Segundo Sol) (Rede Globo, 2018) (telenovela) (2019), avec Giovanna Antonelli, Emilio Dantas, Deborah Secco, Adriana Esteves, Fabrício Boliveira, Fabiula Nascimento, Vladimir Brichta et Luisa Arraes.
- 100 días para enamorarse (Mega, 2019) (telenovela).
- Orgullo y pasión (Orgulho e Paixão) (Rede Globo, 2018) (telenovela) (2020), avec Nathalia Dill, Thiago Lacerda, Agatha Moreira, Rodrigo Simas, Gabriela Duarte, Marcelo Faria, Alessandra Negrini et Natália do Vale.

Bientôt
- Cautivos (Mega, 2020) (telenovela).

### Finis

#### entre 2019-2020
- Juegos de poder (Mega, 2018-2019) (telenovela).
- Crash (Çarpışma) (Show TV, 2018-2019) (série), avec Kıvanç Tatlıtuğ, Elçin Sangu, Onur Saylak, Melissa Aslı Pamuk et Alperen Duymaz.
- El otro lado del paraíso (O Outro Lado do Paraíso) (Rede Globo, 2017-2018) (telenovela) (2019), avec Bianca Bin, Sérgio Guizé, Glória Pires, Marieta Severo, Rafael Cardoso, Grazi Massafera, Thiago Fragoso, Lima Duarte, Fernanda Montenegro, Eliane Giardini, Érika Januza, Eriberto Leão, Julia Dalavia, Ellen Rocche, Juca de Oliveira, Bárbara Paz et Emílio de Mello.
- Casa de muñecos (2018-2019) (telenovela), avec Gabriela Hernández, Sigrid Alegría, Luz Valdivieso, Celine Reymond et Daniela Ramírez.
- ¿Y tú quién eres? (TV8, 2018-) (série) (2019).
- Avenida Brasil (Rede Globo, 2012) (telenovela) (2018-2019).
- Isla Paraíso (Mega, 2018-2019) (telenovela).
- Ahora Noticias (2013-2019) (téléjournal). 
  - Ahora noticias 6AM (2013-2019), présenté par Priscilla Vargas (2013-2019).
  - Ahora noticias matinal (2013-2019), présenté par José Luis Repenning (2013-2014), Catalina Edwards (2013-2019) et José Antonio Neme (2014-2019).
  - Ahora noticias mediodía (2013-2019), présenté par José Luis Repenning (2013-2014), Catalina Edwards (2013-présent) et José Antonio Neme (2014-2019).
  - Ahora noticias central (2013-2019), présenté par Soledad Onetto (2013-2019) et José Luis Repenning (2014-2019).
    - Ahora noticias sábado (2015-2018), présenté par Fernando Solabarrieta (2015-2018).
    - Ahora noticias domingo (2015-2018), présenté par Maritxu Sangroniz (2015-2018) et Francisco Sagredo (2015).
- Morandé con compañía (Mega/Kike 21, 2001-en production), présenté par Kike Morandé (2001-2020), Luis Jara (2009-2010) et Giancarlo Petaccia (2011).

#### entre 2018-2019
- Si yo fuera rico (2018) (telenovela), avec Daniel Muñoz, Jorge Zabaleta, Mariana Loyola, María Gracia Omegna, Gonzalo Valenzuela, Simón Pesutic et María Fernanda Martínez.
- Querer sin límites (A Força do Querer) (Rede Globo, 2017) (telenovela) (2018).
- Madre (Anne) (Star TV, 2016-2017) (série) (2018)., avec Cansu Dere.
- Mar de amores (Öyle Bir Geçer Zaman Ki) (Kanal D, 2010-2013) (série) (2018).
- Zeynep (Güneşi Beklerken) (Kanal D, 2013-2014) (série) (2018).
- Sombras del ayer (A Lei do Amor) (Rede Globo, 2016-2017) (telenovela) (2018).
- Coupe du monde de football de 2018
- Cesur ve Güzel (Star TV, 2016-2017) (série) (2018)., avec Kıvanç Tatlıtuğ et Tuba Büyüküstün.
- Mi patria eres tú (Vatanım Sensin) (Kanal D, 2016-en production) (série) (2018)., avec Halit Ergenç et Bergüzar Korel.

#### entre 2017-2018
- Cine familiar (cinéma).
- Más vale tarde (2013-2017) (late show), présenté par Álvaro Escobar.
- The Switch: Drag Race (2015, 2017) (téléréalité), présentée par Karla Constant.
- Mega Films (cinéma).
- El Chavo del Ocho (Televisa 1971-1981) (série) (1991-présent), avec Roberto Gómez Bolaños, María Antonieta de las Nieves, Florinda Meza, Carlos Villagrán, Ramón Valdés, Rubén Aguirre et Edgar Vivar.
- Sevda (Kara Sevda) (Star TV, 2015-2017) (série) (2017), avec Burak Özçivit, Neslihan Atagül et Kaan Urgancıoğlu.
- Totalmente Diva (Totalmente Demais) (Rede Globo, 2015-2016) (telenovela) (2017).
- A través del tiempo (Além do Tempo) (Rede Globo, 2015-2016) (telenovela) (2017).
- La familia (Yaprak Dökümü) (Kanal D, 2006-2010) (série) (2017-2018).
- Justicia (Justiça) (Rede Globo, 2016) (mini-série) (2017).
- Tranquilo Papá (2017) (telenovela), avec Francisco Melo et Ingrid Cruz.
- Perdona nuestros pecados (2017-2018) (telenovela).
- İçerde (Show TV, 2016-2017) (série) (2017), avec Çağatay Ulusoy et Aras Bulut İynemli.
- Coupe du monde de football des moins de 17 ans 2017
- İffet (Star TV, 2011-2012) (série) (2017).
- Amanda (Mega/AG Creative Garage, 2016) (telenovela).
- El secreto de Feriha (Adını Feriha Koydum) (Show TV, 2011-2012) (série) (2016-2017), avec Hazal Kaya et Çağatay Ulusoy.
- Coupe des confédérations 2017
- Doble tentación (2017) (téléréalité), présenté par Karla Constant et Karol Lucero.
- El regreso de Lucas (Telefe/América Televisión, 2016) (série) (2017).
- Ámbar (2016-2017) (telenovela).
- Zorro, The Sword and the Rose (Zorro, la espada y la rosa) (2007) (telenovela) (2007-08), avec Marlene Favela, Christian Meier, Harry Geithner, Andrea López, Arturo Peniche et Osvaldo Ríos
- Karadayı (atv, 2012-2015) (série) (2015-2017), avec Kenan İmirzalıoğlu et Bergüzar Korel.
- Mi último deseo (Elveda Derken) (Kanal D, 2007-2008) (série) (2016).
- Señores Papis (2016) (telenovela), avec Francisco Melo, Jorge Zabaleta et Simón Pesutic.
- Medcezir (Star TV, 2013-2015) (série) (2016-2017), avec Çağatay Ulusoy, Serenay Sarıkaya et Barış Falay.
- China Cup 2017

#### Finis entre 1990-2016
- Código rosa (2015-2016) (série), présentée par Karla Constant.
- Casado con hijos (Mega/Roos Film, 2006-2008) (sitcom) (2008-2016), avec Javiera Contador, Fernando Larraín, Dayana Amigo, Fernando Godoy, Carmen Gloria Bresky et Marcial Tagle.
- Te doy la vida (Mega/AG Creative Garage, 2016) (telenovela), avec Cristián Riquelme, Celine Reymond et Álvaro Espinoza.
- Pasión y poder (Televisa, 2015-2016) (telenovela) (2016), avec Jorge Salinas, Susana González, Fernando Colunga et Marlene Favela.
- No te enamores (Kaderimin Yazıldığı Gün) (Star TV, 2014-2015) (série) (2016), avec Özcan Deniz, Hatice Şendil et Begüm Kütük Yaşaroğlu.
- Teresa (Televisa, 2010-2011) (telenovela) (2016), avec Angélique Boyer, Sebastián Rulli, Aarón Díaz et Ana Brenda Contreras.
- Peso pesado (2016) (docuréalité), présentée par Karla Constant.
- Pobre gallo (2016) (telenovela), avec Álvaro Rudolphy, Paola Volpato et Ingrid Cruz.
- Volverías con tu ex? (2016) (téléréalité), présentée par Claudia Conserva.
- Kara Para Aşk (atv, 2014-2015) (série) (2015-2016), avec Engin Akyürek et Tuba Büyüküstün.
- Eres mi tesoro (Mega/AG Creative Garage, 2015) (telenovela), avec María José Bello et Álvaro Morales.
- Papá a la deriva (2015) (telenovela), avec Gonzalo Valenzuela et Maria Gracia Omegna.
- Gümüş (Kanal D, 2005-2007) (série) (2015-2016), avec Kıvanç Tatlıtuğ et Songül Öden.
- Abismo de pasión (Televisa, 2012) (telenovela) (2012, 2015-2016), avec Angélique Boyer, David Zepeda, Mark Tacher et Livia Brito.
- Muchacha italiana viene a casarse (Televisa, 2014-2015) (telenovela) (2015-2016), avec Livia Brito et José Ron.
- Sıla (atv, 2006-2008) (série) (2015), avec Cansu Dere et Mehmet Âkif Alakurt.
- Familia moderna (Mega, 2013-2014) (série).
- +VT Cultural (Mega, 2014-2015) (culture), présenté par Álvaro Escobar.
- Pituca sin lucas (Mega, 2014-2015) (telenovela) (Répétez: 2015), avec Paola Volpato, Álvaro Rudolphy et Ingrid Cruz.
- Ezel (Show TV/atv, 2009-2011) (série) (2014-2015), avec Kenan İmirzalıoğlu et Cansu Dere.
- La sombra del pasado (Televisa, 2014-2015) (telenovela) (2015), avec Michelle Renaud et Pablo Lyle.
- Corazón salvaje (Televisa, 2009-2010) (telenovela) (2009-2010, 2015), avec Aracely Arámbula, Eduardo Yáñez et Cristian de la Fuente.
- ¿Qué culpa tiene Fatmagül? (Fatmagül'ün Suçu Ne?) (Kanal D, 2010-2012) (série) (2014-2015), avec Beren Saat et Engin Akyürek.
- Amor a prueba (Mega, 2014-2015) (téléréalité), présenté par Karla Constant et Roberto Artiagoitia
- Al diablo con los guapos (Televisa 2007-2008) (telenovela) (2007-2008, 2014-2015), avec Allison Lozz et Eugenio Siller.
- La gata (Televisa, 2014-2015) (telenovela) (2014-2015), avec Maite Perroni et Daniel Arenas.
- El corazón del océano (Antena 3, 2014) (série) (2015).
- La malquerida (Televisa, 2014) (telenovela) (2014-2015), avec Victoria Ruffo, Christian Meier et Ariadne Díaz.
- Las mil y una noches (Bindir Gece) (Kanal D, 2006-2009) (série) (2014-2015), avec Halit Ergenç et Bergüzar Korel.
- Caso cerrado (Telemundo 1997-présent) (2008-2014), présenté par Ana Maria Polo.
- Soy tu dueña (Televisa, 2010) (telenovela) (2010-2011, 2014), avec Lucero, Fernando Colunga et Gabriela Spanic.
- A corazón abierto (RCN Televisión, 2010-2011) (série) (2014), avec Verónica Orozco, Rafael Novoa et Marlon Moreno.
- Secreto a voces (Mega 2011-2014) (show-biz), présenté par Mario Velasco et Karla Constant.
- Lo que la vida me robó (Televisa, 2013-2014) (telenovela) (2014), avec Daniela Castro, Angélique Boyer, Sebastián Rulli et Luis Roberto Guzmán.
- Rubí (Televisa, 2004) (telenovela) (2004, 2014), avec Bárbara Mori, Eduardo Santamarina, Jacqueline Bracamontes, Sebastián Rulli, Ana Martín et Ingrid Martz.
- Fuego en la sangre (Televisa, 2008) (telenovela) (2008-2009, 2014), avec Adela Noriega.
- En nombre del amor (Televisa 2008-2009) (telenovela) (2008-2009, 2013-2014), avec Allison Lozz, Sebastián Zurita, Altair Jarabo, Leticia Calderón, Victoria Ruffo et Arturo Peniche.
- A Todo o Nada (Mega 2013-2014) (concours), présenté par Francisco Kaminski.
- El Internado (Antena 3, 2007-2010) (série) (2013-2014), avec Martín Rivas.
- 3e Festival Viva Dichato (Mega 2014), présenté par Luis Jara, Ivette Vergara, Karen Paola, Pamela Díaz et Patricia Maldonado.
- Corona de lágrimas (Televisa, 2012-2013) (telenovela) (2013-2014), avec Victoria Ruffo.
- Hey Arnold !, (Nickelodeon, 1996-2004) (animation) (1997-2006, 2011-2014).
- Coliseo romano (Mega, 2011-2013) (humour) (reprise: 2013-2014), présenté par José Miguel Viñuela (2011-2012) et Álvaro Salas (2012-2013).
- Sin retorno: Chilenos presos por el mundo (journalisme d'investigation), présenté par Rafael Cavada et Ximena Planella.
- Patio de los Naranjos (Mega, 2013) (conversation), présentée par Soledad Onetto.
- Trepadores (Mega 2013) (téléréalité), avec Pablo Mackenna.
- Humor a la carta (Mega 2013) (magazine/humour).
- Sábado por la noche (SxN) (Mega 1998-2013) (conversation), présenté par Francisco Kaminski.
- El cartel de los sapos (Caracol Televisión) (série) (2013).
- Corazón indomable (Televisa 2013) (telenovela) (2013), avec Ana Brenda Contreras et Daniel Arenas.
- Destilando amor (Televisa 2007) (telenovela) (2007, 2013), avec Angélica Rivera, Eduardo Yáñez, Sergio Sendel, Martha Roth, Martha Julia, Chantal Andere, Olivia Bucio et Ana Martín.
- El Barco (Antena 3, 2011-2013) (série) (2013), avec Juanjo Artero et Mario Casas.
- Big Time Rush (Nickelodeon 2009-2013) (série) (2012-2013), avec Kendall Schmidt, James Maslow, Carlos Pena, Jr., Logan Henderson, Ciara Bravo, Stephen Kramer Glickman et Tanya Chisholm.
- Meganoticias (Mega 1990-2013) (téléjournal).
  - Meganoticias matinal (2002-2013), présentée par Juan Manuel Astorga (2002), Mauricio Israel (2002-2006), José Luis Reppening (2006-2011), Andrea Molina (2007), Catalina Edwards (2008-2011), Macarena Puigrredón (2011-2013) et Francisco Eguiluz (2012-2013).
  - Meganoticias tarde (1990-2013), présentée par Susana Horno (1990-1996), Mauricio Hofmann (1996-1999), Eduardo Palacios (1999-2007), Catalina Edwards (2007-2011) et Maritxu Sangroniz (2011-2013).
  - Meganoticias central (1990-2013), présentée par Joaquín Villarino (1990-1991), Gloria Stanley (1990-1991), Carmen Jaureguiberry (1990-1992), Mauricio Hofmann (1991-1992, 1996-1999), César Antonio Santis (1992-1993), Sergio Campos (1993-2000), Susana Horno (1996-2000), Pilar Rodríguez (1998), Maritxu Sangroniz (2000-2004, 2006-2010), Juan Manuel Astorga (2000-2003), María Elena Dressel (2004-2006), Bernardo de la Maza (2008-2011), Catalina Edwards (2006-2013), et José Luis Reppening (2006-2008, 2011-2013).
  - Cero horas (1990-2012), présentée par Sergio Campos (1990-1993), Carolina Jiménez (1992-1993), Eduardo Palacios (1994-1999, 2007-2012), Maritxu Sangroniz (1998-2000), Cecil Chellew (2000-2001) et Claudia Sáez (2001-2006).
- Aquí en vivo (Mega, 1998-2012) (journalisme d'investigation), présenté par Rafael Cavada.
- Amores verdaderos (Televisa 2012) (telenovela) (2012-2013), avec Erika Buenfil, Eduardo Yáñez, Sebastián Rulli, Eiza González et Ana Martín.
- Por ella soy Eva (Televisa 2012) (telenovela) (2012-2013), avec Lucero Hogaza et Jaime Camil.
- A viva voz (Mega 2013) (service social), présenté par Dr. Claudio Aldunate et la avocate Macarena Venegas.
- Pablo Escobar: el patrón del mal (Caracol TV 2012) (série) (2013), avec Andrés Parra et Angie Cepeda.
- En pauta (Mega 2012-2013) (téléjournal/late show), présenté par Soledad Onetto.
- Los Tuins (Mega 2013) (humour), avec Ernesto Belloni et Fernando Godoy.
- Xtreme Dance Chile (Mega, 2013) (concours de danse), présenté par Fernando Godoy et Javiera Suárez.
- Desfachatados (Mega, 2012) (humour), avec Javiera Contador, Fernando Godoy, Pablo Zamora et Kurt Cabrera.
- Amor bravío (Televisa 2012) (telenovela) (2012-2013), avec Silvia Navarro, Cristián de la Fuente, Leticia Calderón, Flavio Medina et Rogelio Guerra.
- Violetta (Disney Channel, 2012-2015) (série) (soulment la première saison dans 2013), avec  Martina Stoessel,  Pablo Espinosa,  Mercedes Lambre et  Jorge Blanco.
- 2e Festival Viva Dichato (Mega, 2013) (festival), présenté par Luis Jara, Pamela Díaz, Pamela Le Roy, Nidyan Fabregat et Macarena Venegas.
- BKN (Mega, 2004-2012) (télésérie), avec Javier Castillo, Camila López, Vanessa Aguilera et Francisco Moore.
- Yo soy (Mega, 2011-2012), présenté par Luis Jara; Les juges: Patricia Maldonado (2011-présent), Catalina Pulido (2011-présent) et Álvaro Salas (2011), Fernando Godoy (2011) et Jon Secada (2012-présent). 
  - 1re saison (2011):  Camila Arismendi (double de la chanteuse chilienne Cecilia)
  - 2e saison (2011):  Sebastián Hormazabal (double de le chanteur espagnol Nino Bravo)
  - 3e saison (2012):  Marcelo Ramírez (double de la chanteuse chilienne Palmenia Pizarro)
- Dr. TV (Mega 2011-2012), présenté par Dr. Claudio Aldunate.
- Solita camino (Mega, 2012) (série).
- La Reina del sur (Telemundo/Antena 3, 2011) (telenovela) (2011, 2012), avec Kate del Castillo, Rafael Amaya, Iván Sánchez, Humberto Zurita, Cristina Urgel, Sara Maldonado et Miguel de Miguel.
- Otra vez papá (Mega, 2009-2011) (série), avec Marcial Ruíz-Taglé, Sandra O'Ryan, Justin Page et María José Urzúa.
- Cobre, pasión y poder (Mega, 2012) (série), avec Ignacia Allamand, Cristián Riquelme et Celine Reymond.
- La que no podía amar (Televisa, 2011-2012) (telenovela) (2012), avec Ana Brenda Contreras, Jorge Salinas, José Ron, Susana González, Julián Gil, Mar Contreras, Ana Martín et Ana Bertha Espín.
- Sorpresas del destino (Shining Inheritance) (SBS 2009) (série) (2012), avec Han Hyo Joo, Lee Seung Ki, Bae Soo-bin, Moon Chae-won et Kim Mi Sook.
- Manny (tvN 2011) (série) (2012), avec Suh Ji Suk et Choi Jung Yoon.
- ¿Quién quiere casarse con mi hijo? (Mega 2012) (téléréalité), présentée par Vivi Kreutzberger.
- Jardín secreto (Secret Garden) (SBS 2010) (série) (2012), avec Ha Ji-won et Hyun Bin.

- Casi el Paraíso (Boys Over Flowers) (KBS 2009) (série) (2012), avec Ku Hye Sun, Lee Min Ho, Kim Hyun-joong, Kim Bum, Kim Joon et Kim So Eun.
- Maldita (Mega 2012) (telenovela), avec Lorene Prieto.
- Tu cara me suena (Mega 2012) (concours), présenté par Luis Jara; Les Juges:  DJ Méndez,  Fernanda Hansen et  Óscar Mediavilla.
- Laura (Televisa) (talk-show) (2012, annulée), présenté par Laura Bozzo.
- Relaciones peligrosas (Telemundo 2012) (telenovela) (2012), avec Sandra Echeverría, Gabriel Coronel, Ana Layevska, Carlos Ferro, Maritza Bustamante, Christina Mason et Mercedes Molto.
- Salta a la vista (Mega 2012) (jeu télévisé), présenté par Luis Jara.
- La force du destin (La fuerza del destino) (Televisa 2011) (telenovela) (2012), avec Sandra Echeverría et David Zepeda.
- La diosa coronada (Telemundo 2010) (2012), avec Carolina Guerra et Arap Bethke.
- Pasión de amor (Pasión de gavilanes) Pasión de Gavilanes (RTI/Telemundo/Caracol Televisión, 2003-04) (telenovela) (2005-06), avec (2022-2024), avec Danna Garcia, Mario Cimarro, Paola Rey, Alfonso Baptista, Michel Brown et Natasha Klauss
- Ie Festival Viva Dichato (Mega 2012) (festival), présenté par Giancarlo Petaccia, Marcela Vacarezza, María Luisa Godoy, Rocío Marengo et Catalina Pulido.
- Rugrats (Les Razmoket), (Nickelodeon 1991-2005) (animation) (1994-2007, 2011-2012).
- Rugrats crecidos (Les Razbitume), (Nickelodeon 2003-2008) (animation) (2006-2008, 2011-2012).
- Kim Possible (Disney Channel, 2002-2007) (animation) (2006-2007), avec Christy Carlson Romano, Will Friedle, Nancy Cartwright, Tahj Mowry et John DiMaggio
- Bob esponja (Nickelodeon) (2001-2012).
- Lilo and Stitch: The Series (ABC, 2003-2006) (animation) (2005-2006)
- Pasión de amor (ABS-CBN, 2015) (telenovela), avec Jake Cuenca, Arci Muñoz, Ejay Falcon, Ellen Adarna, Joseph Marco et Coleen Garcia
- Inazuma Eleven (2008-2011) (animé) (2011-12, 2013)
- Mermaid Melody Pichi Pichi Pitch Pichi Pichi Pitch : La Mélodie des sirènes (animé) (2003-2004)
- Los padrinos mágicos (Mes parrains sont magiques) (Nickelodeon 2001-en production) (2008-2011).
- Frijolito (Amarte así) (Telemundo, 2005) (telenovela) (2011), avec Litzy, Mauricio Ochmann et Alejandro Felipe
- iCarly (Nickelodeon 2007-en production) (série) (2008-2011), avec Miranda Cosgrove, Jennette McCurdy et Nathan Kress.
- Dos hogares (Televisa 2011) (telenovela) (2011-2012), avec Anahí et Carlos Ponce.
- Décibel 110 (Mega 2011) (telenovela), avec Francisco Gormaz, Mariana Derderián, Íñigo Urrutía, Alejandra Herrera, Javier Castillo et Elvira López. (Du lundi à vendredi aux 18h15)
- Signos vitales (Mega 2011) (docu-réalité), présenté par Pablo Mackenna.
- Mi corazón insiste (Telemundo 2011) (telenovela) (2011), avec Carmen Villalobos, Jencarlos Canela, Ana Layevska, Angelica María, Katie Barberi, Carlos Torres, Rossana San Juan, Gerardo Murguía et Alejandro Suárez.
- CQC (humour) (Mega 2002-2011), présenté par Nicolás Larraín, Ramón Llao et Raquel Calderón Argandoña.
- CQC Late (Mega 2011) (late show) (2011), présenté par Nicolás Larraín, Ramón Llao et Berne Nuñez.
- El cuerpo del deseo (Telemundo, 2005-06) (telenovela) (2008), avec Andrés García, Mario Cimarro et Lorena Rojas
- La mariposa (Fox Telecolombia/RCN 2011) (telenovela) (2011, annulée), avec Michel Brown et María Adelaida Puerta.
- Cara y sello (Mega 2001-2011) (téléréalité), présenté par María Elena Dressel.
- La pieza oscura (Mega 2011) (téléréalité), présenté par José Miguel Viñuela.
- Cuando me enamoro (Televisa 2010-2011) (telenovela) (2011), avec Silvia Navarro, Juan Soler, Jessica Coch, Rocío Banquells, Julieta Rosen et Rene Casados.
- Triunfo del amor (Televisa 2010-2011) (telenovela) (2011), avec Maite Perroni, William Levy, Victoria Ruffo, Diego Olivera, Osvaldo Ríos, Daniela Romo, Dominika Paleta et Marco Méndez.
- Veredicto (Mega 2007-2011), présenté par Macarena Venegas.
- Mira quién habla (magazine) (Mega 2006-2011), présenté par Giancarlo Petaccia (2006-2011) et Viviana Nunes (2011).
- Eligeme (Mega 2010-2011), présenté par Luis Jara.
- Salas de juego (humour/Jeu télévisé) (Mega 2011), présenté par Álvaro Salas et Mariana Derderian.
- Vive USA (tourist) (Mega 2011), présenté par Fernando Godoy, Patricia Maldonado, José Miguel Viñuela, Giancarlo Petaccia et Luis Jara.
- Gigantes con Vivi (Mega 2010-2011) (Avant sur Canal 13 (Chili) (2003-2009)), présenté par Vivi Kreutzberger.
- Llena de amor (Televisa 2010-2011) (telenovela) (2010-2011), avec Ariadne Díaz, Valentino Lanus, Azela Robinson, Alexis Ayala, Altair Jarabo et César Évora.
- ¿Sabes más que un niño de 5° básico? (Mega 2008-2010) (Jeu télévisé), présenté par José Miguel Viñuela.
- Mar de amor (Televisa 2009-2010) (telenovela) (2010), avec Zuria Vega et Mario Cimarro.
- Vive Sudáfrica (Mega 2010) (tourist), présenté par José Miguel Viñuela, Javiera Contador, Giancarlo Petaccia, Fernando Godoy, Patricia Maldonado, Luis Jara.
- Persiguiendo Injusticias (Telemundo 2010) (2010), présenté par Ana Maria Polo et Max Aub.
- El Chavo animado (Televisa 2006-en production).
- Barrera de amor (Televisa 2005) (telenovela) (2007), avec Yadhira Carrillo, Sergio Reynoso, Aarón Díaz, Susana Diazayas, Raquel Olmedo, Alexis Ayala, Norma Herrera, Manuel Landeta, Chantal Andere, Ana Brenda Contreras, Armando Araiza et Alexa Damián.
- Rebelde (Televisa 2004-2006) (telenovela) (2005-2007), avec Anahí, Alfonso Herrera, Dulce María, Christopher Uckermann, Maite Perroni, Christian Chávez, Angélique Boyer, Jack Duarte, Juan Ferrara, Ninel Conde, Nailea Norvind, Enrique Rocha, Manola Díez, Michelle Renaud, Fernanda Polín, Claudia Schmidt, Fuzz, Diego Boneta, Georgina Salgado, Allisson Lozano et Viviana Macouzet.
- Soñar no cuesta nada (Venevision 2005) (telenovela) (2006), avec Karyme Lozano, Cristián de la Fuente, Laura Zapata, Ariel López Padilla, Geraldine Bazán, Arap Bethke, Mirella Mendoza, Joemy Blanco et Rodrigo Mejía.
- EsCool (Mega 2005) (telenovela) (2005, 2007), avec Philippe Trillat, Ximena Abarca, Carla Jara, Karen Paola, Silvia Novak et Felipe Armas.
- Mujer de madera (Televisa 2004-2005) (telenovela) (2004-2005), avec Edith González, Ana Patricia Rojo, Gabriel Soto, Jaime Camil, Maya Mishalska, Ludwika Paleta, Adamari López et Carlos Cámara Jr..
- Don Floro (Mega 2004) (telenovela), avec Fernando Alarcón, Cristina Tocco, Montserrat Torrent, Philippe Trillat et Carla Jara.
- Primer amor (Televisa 2000) (telenovela) (2002-2003), avec Ana Layevska, Kuno Becker et Anahí Puente.
- El juego de la vida (Televisa 2001-2002) (telenovela) (2002), avec Valentino Lanús, Sara Maldonado, Ana Layevska, Margarita Magaña, Jacqueline García, Mike Biaggio, Ingrid Martz, Maky, Mariana Karr et Silvia Mariscal.
- Salomé (Televisa 2001-2002) (telenovela) (2001-2002, 2006), avec Edith González et Guy Ecker.
- Amigas y rivales (Televisa 2001) (telenovela) (2001-2002, 2005), avec Ludwika Paleta, Michelle Vieth, Angélica Vale, Adamari López, Joana Benedek, Arath de la Torre, Eduardo Santamarina, Ernesto Laguardia, Gabriel Soto, Eric Del Castillo, René Strickler et Susana González.
- Teresa (Televisa 1989) (telenovela) (1991), avec Salma Hayek et Rafael Rojas.
- La traición (2008 TV series) 2003-04) (telenovela) (RTI/Telemundo/Caracol Televisión, (2008-09), avec Danna Garcia, Mario Cimarro,
- Yu-Gi-Oh! (animé)
  - Yu-Gi-Oh! Duel Monsters (2000-04;  2003-05)
  - Yu-Gi-Oh! GX (2005-2011;  2006, saison 1)
  - Yu-Gi-Oh! 5D's (2008-11;  2012, 2014)
  - Yu-Gi-Oh! Zexal (2012-14;  2013)
- Gata salvaje (Venevisión/Univision, 2002-03) (telenovela) (2003-05), avec Marlene Favela et Mario Cimarro
- Altagracia (La mujer de Judas) (RCTV, 2002) (telenovela) (2003), avec Astrid Carolina Herrera, Chantal Baudaux et Juan Carlos García

## Faces de Mega

### Faces actuels
Présentateurs de nouvelles
- Soledad Onetto
- José Luis Reppenning
- Catalina Edwards
- Priscilla Vargas
- Juan Miranda
- José Antonio Neme
- Fernando Solabarrieta
- Simón Oliveros
- Rodrigo Herrera

Animateurs
- Luis Jara
- Katherine Salosny
- Kike Morandé
- Vanessa Borghi
- Karla Constant
- Karol Lucero
- Bárbara Rebolledo

Autres participants
- Patricia Maldonado
- Ivette Vergara
- Daniel Stingo
- Eugenia Lemos
- Joaquín Méndez
- María José Quintanilla
- Daniela Castro

Acteurs
- Álvaro Rudolphy
- Paola Volpato
- Ingrid Cruz
- Álvaro Morales
- Mauricio Pesutic
- Francisco Puelles ("Chapu")
- Montserrat Ballarin
- Gabriela Hernández
- Fernando Godoy
- Mariana Di Girólamo
- Ignacio Garmendia
- Augusto Schuster
- Teresita Reyes
- Fernanda Ramírez
- Fernando Farías
- María de los Ángeles García
- Claudio Olate
- Francisco Dañobeitia
- Felipe Contreras
- Viviana Rodríguez
- Claudio Arredondo
- María Gracia Omegna
- Simón Pesutic
- Maricarmen Arrigorriaga
- Ignacio Achurra
- Solange Lackington
- Francisca Imboden
- Pedro Campos
- Fernando Larraín
- Dayana Amigo
- María José Bello
- Andrés Velasco
- Carmen Gloria Bresky
- César Caillet
- Pedro Vicuña
- Celine Reymond
- Edgardo Bruna
- Etienne Bobenrieth
- Isidora Guzmán
- Constanza Araya
- Camilo Muñoz
- Gonzalo Valenzuela
- Jaime Vadell

### Faces antérieurs
Présentateurs de nouvelles
- Maritxu Sangroniz

Animateurs
- Claudia Conserva
- Roberto Artiagoitia ("El Rumpy")
- Karen Bejarano
- Álvaro Escobar

Autres participants
- Manu González
- Rodrigo "Pelao Rodrigo" González
- Jhendelyn Núñez
- Antonella Ríos
- Daniel Elousa

Acteurs
- María José Illanes
- Loreto Valenzuela
- Carlos Díaz
- Álvaro Gómez
- Ariel Mateluna
- Julio Videla

## Slogans
- 1990 - 1991: El otro canal.(L'autre canal)
- 1991 - 1992: Estamos con usted.(On est avec vous)
- 1992 (1er. semestre): Donde todos tenemos mucho que ver. (Où tous ont beaucoup à voir)
- 1992 - 2001: Megavisión, mucho que ver. (Megavisión plus à voir)
- 2001 - 2010 : Mega se vive!. (Mega on vit)
- 2007 : Ser feliz hace bien.(Il fait bon être heureux)
- 2010 - 2013 : Mega, ¡me gusta!
- 2013 - 2015 : Mega, cambia contigo
- 2015 - 2018 : Mi Mega
- 2018 - présent : Tú nos inspiras. (Vous nous inspirez)

## Identité visuelle

### Logos

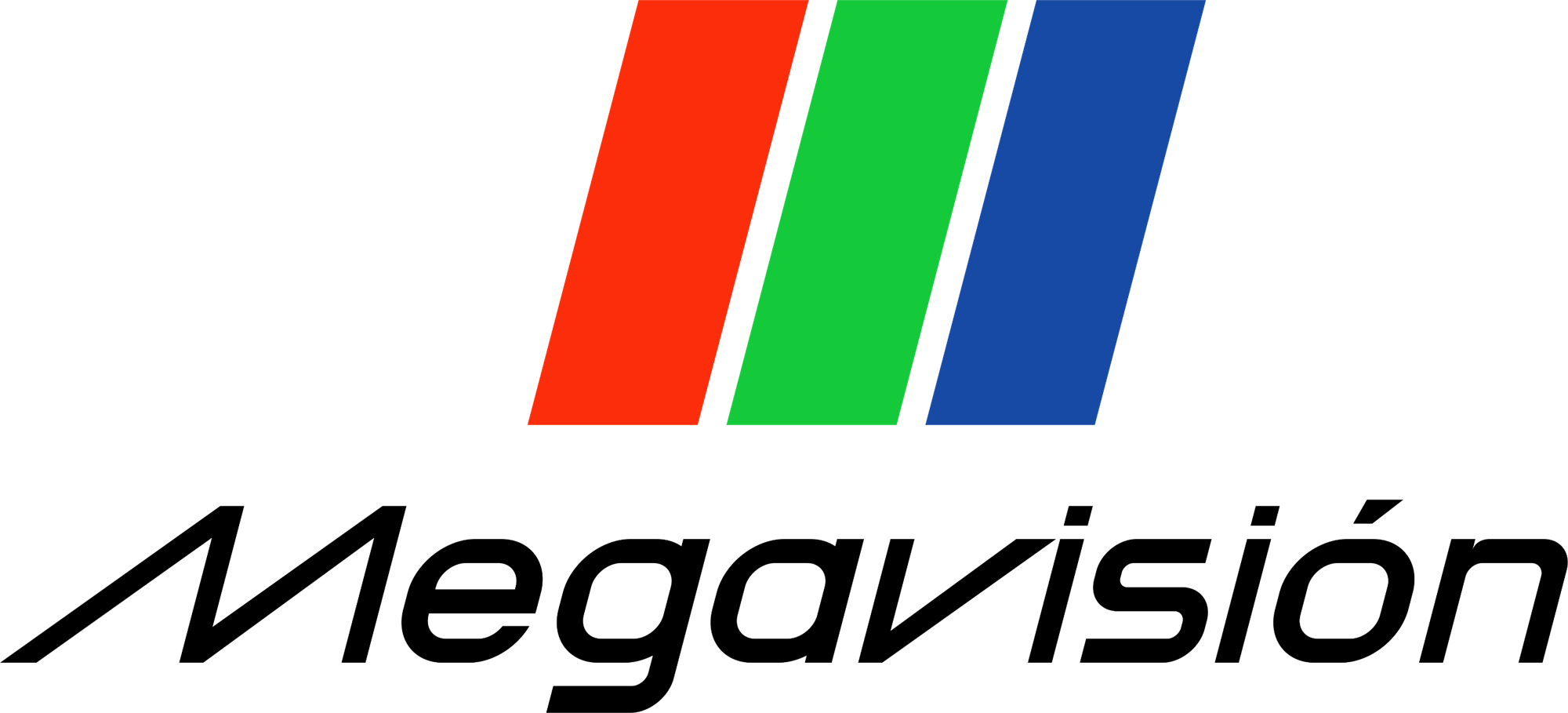
Logo de Megavisión de 1999 à 2001.
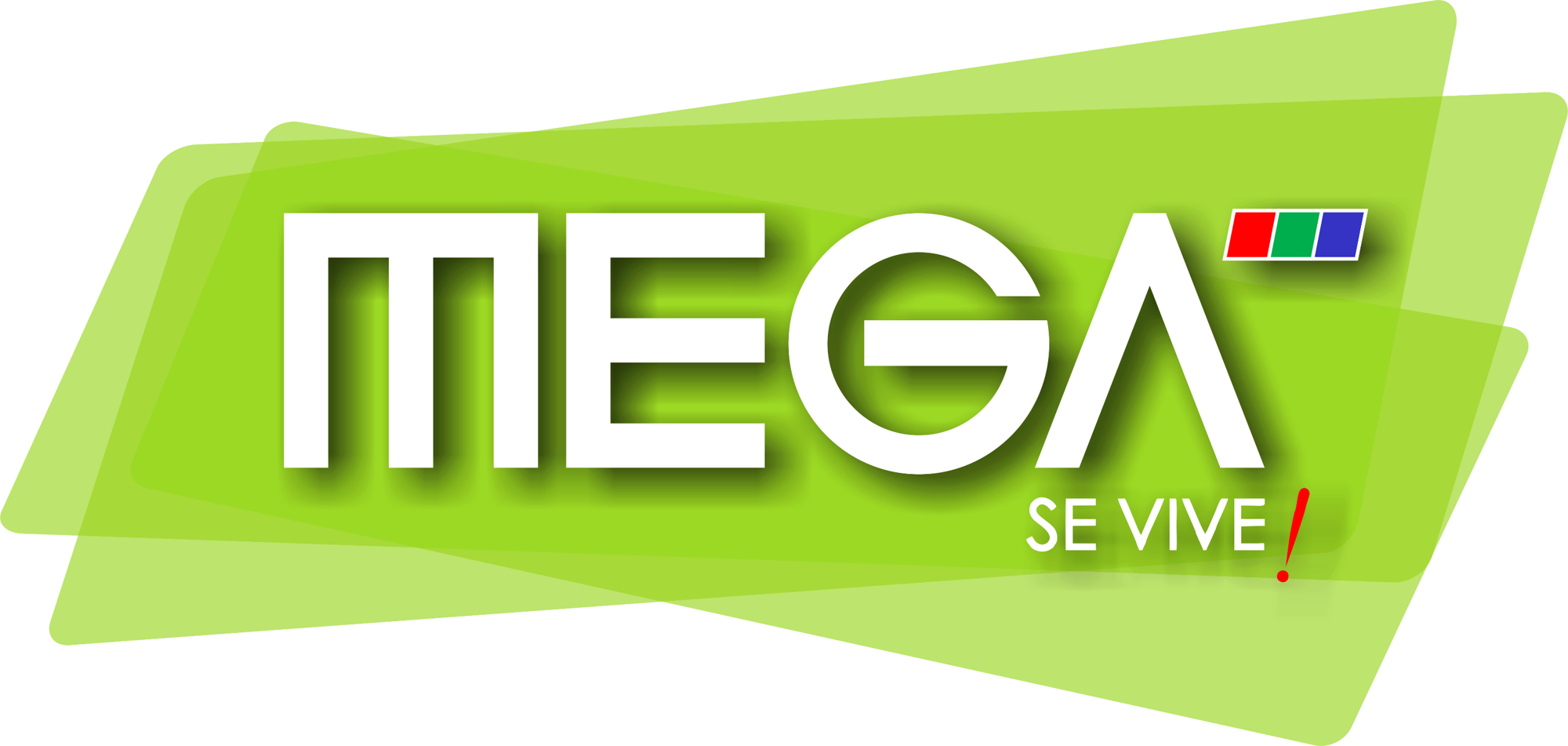
Logo de Mega de 2006 à 2010.
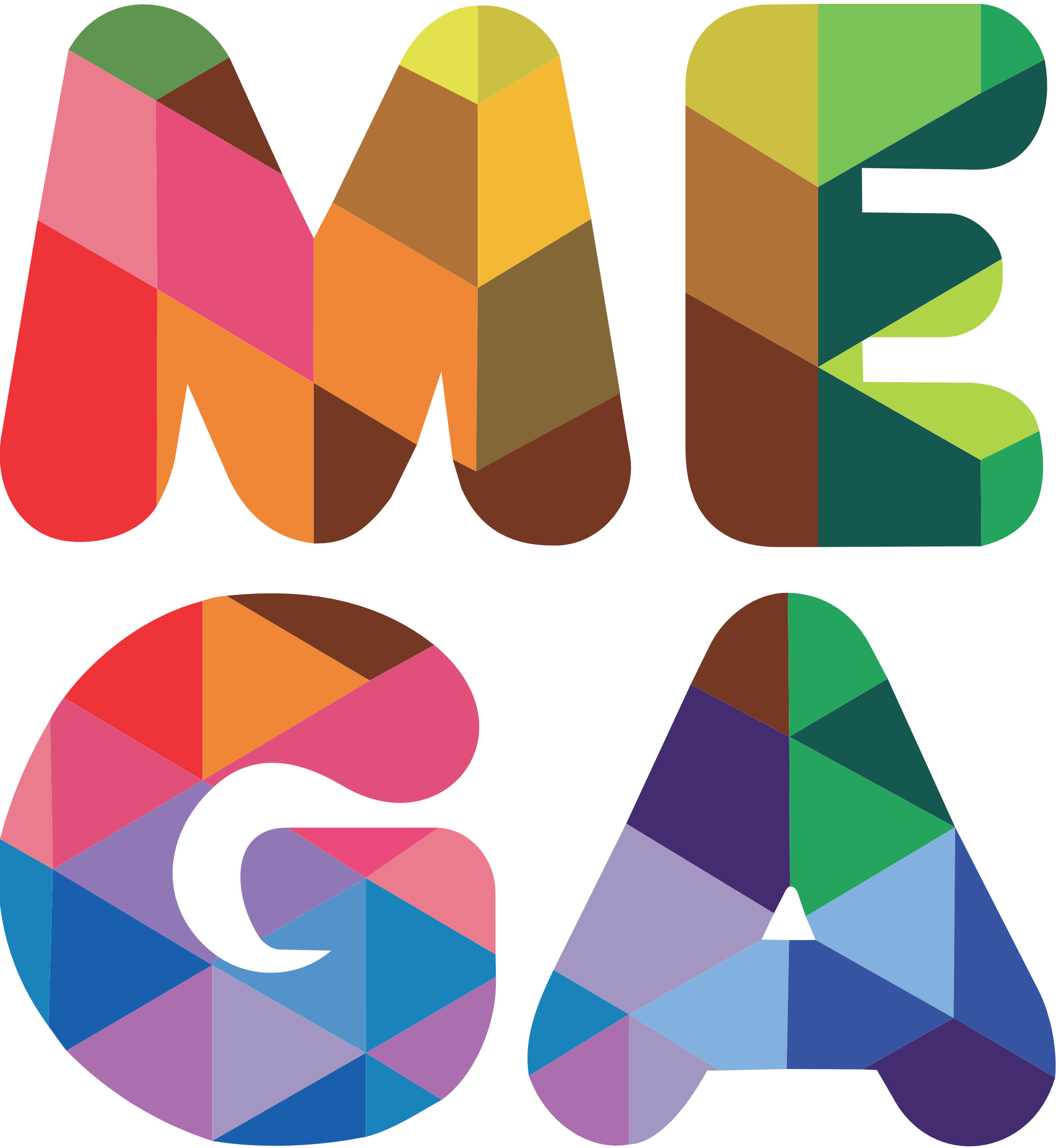
Logo de Mega de 2010 à 2013.
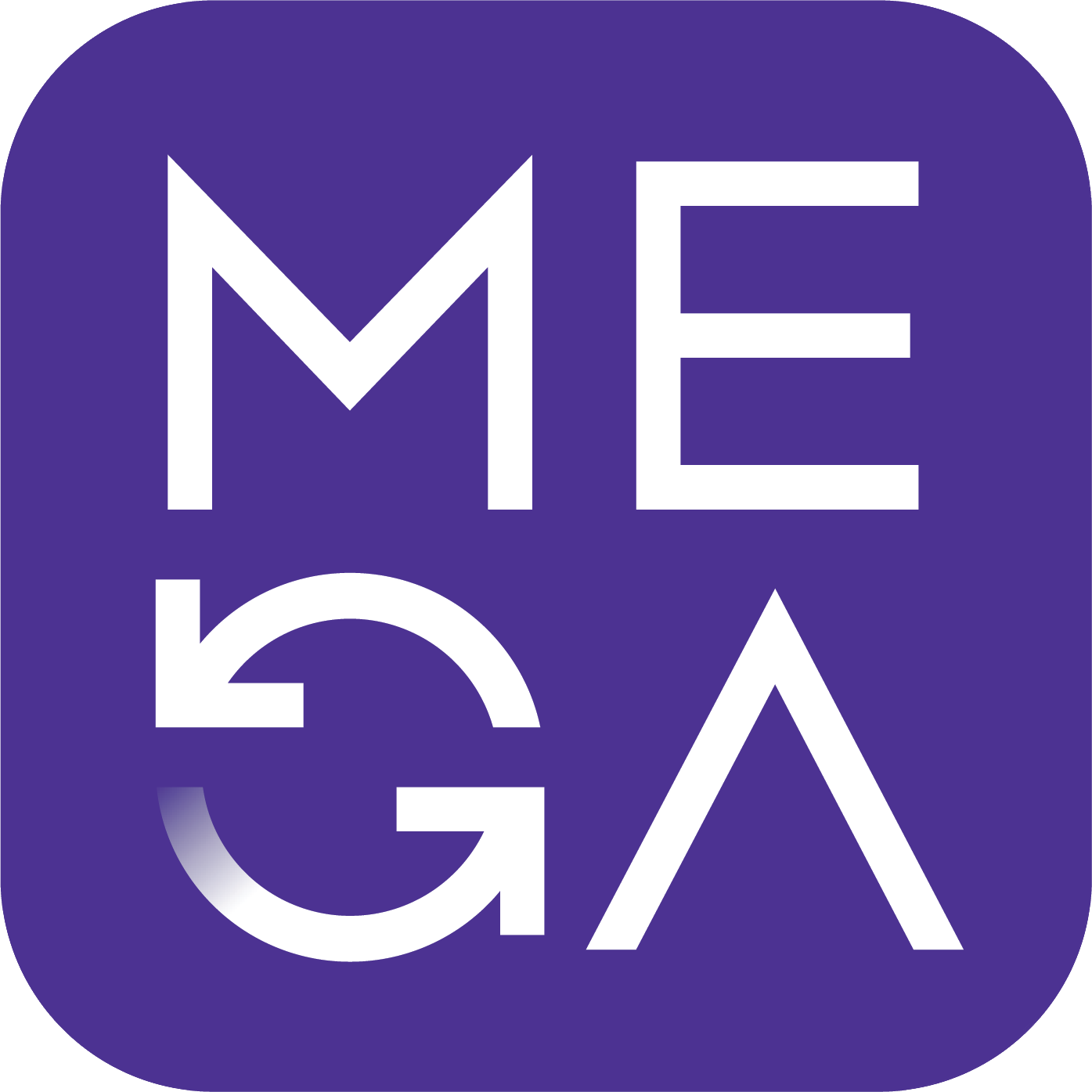
Logo de Mega de 2013 à 2015.
Logo de Mega de 2015 à 2020.
Logo de Mega depuis le 29 février 2020.

## Activités du groupe
Mega fut fondée le 23 octobre 1990.
| Logo | Chaîne                                                            | Date de création  |
| ---- | ----------------------------------------------------------------- | ----------------- |
|      | Mega Chaîne généraliste.                                          | 23 octobre 1990   |
|      | Mega 2 Chaîne thématique consacrée à l'éducation et à la culture. | 20 septembre 2022 |
|      | Mega Ficción Chaîne thématique de feuilletons et séries.          | 1er avril 2022    |
|      | Mega Plus Chaîne généraliste.                                     | 1er janvier 2019  |

## Audiences mensuelles
| Année | Janvier | Février | Mars   | Avril  | Mai    | Juin   | Juillet | Août   | Septembre | Octobre | Novembre | Décembre | Moyenne annuelle |
| 1993  |         |         |        |        |        |        |         | 6,5 %  |           | 7,2 %   | 7,1 %    | 6,9 %    |                  |
| 1994  |         | 8,6 %   | 7,4 %  | 7,3 %  | 7,5 %  | 7,2 %  | 7,2 %   | 7,3 %  | 8,5 %     | 7,5 %   | 7,6 %    | 6,6 %    |                  |
| 1995  |         |         |        |        |        |        | 8,2 %   | 7,6 %  | 6,9 %     | 6,4 %   | 6,8 %    | 6,3 %    |                  |
| 1996  |         |         |        | 6,0    | 6,0    | 6,9    | 7,3     | 7,7    | 7,3       | 7,3     | 6,8      | 5,2 %    |                  |
| 1997  |         | 5,6 %   | 5,9 %  |        |        | 6,3 %  | 5,9 %   | 5,7 %  | 5,5 %     | 6,1 %   | 6,2 %    | 5,4 %    |                  |
| 1998  | —       | 9,5 %   | 9,1 %  | 9,7 %  | 9,3 %  | 10,0 % |         | 8,0 %  | 7,8 %     | 7,5 %   | 7,4 %    | 6,8 %    |                  |
| 1999  | —       | 9,1     | 8,5    | 7,8    | 8,6    | 8,9    | 8,7     | 9,7    | —         | 8,8     | 7,7      | 7,6      |                  |
| 2000  | —       | 6,5     | 8,0    | 8,2    | 8,4    | 8,6    | 8,3     | 8,8    | 7,9       | 7,5     | 7,8      | 7,3      |                  |
| 2001  | —       | 6,2     | 7,3    | 6,8    | 7,1    | 7,3    | 7,7     | 7,7    | —         | 8,8     | 9,1      | 7,9      |                  |
| 2002  | 7,7 %   | 7,3 %   | 8,1 %  | 9,9 %  | 11,5 % | 12,3 % | 12,7 %  | 13,6 % | 12,9 %    | 12,6 %  | 11,4 %   | 11,3 %   | 10,9 %           |
| 2003  | 10,5 %  | 8,9 %   | 10,0 % | 10,0 % | 11,7 % | 11,1 % | 11,4 %  | 10,3 % | 12,0 %    | 11,7 %  | 11,8 %   | 11,8 %   | 10,9 %           |
| 2004  |         |         | 11,6 % | 11,6 % | 12,4 % | 12,3 % | 13,5 %  | 13,5 % |           |         |          |          |                  |
| 2005  |         |         | 9,4 %  | 9,5 %  | 11,4 % | —      | —       | —      | —         | —       | —        |          |                  |
| 2006  |         |         | 8,7    | —      | —      | —      | —       | 10,1   | 9,5       | —       | 9,2      | —        |                  |
| 2007  |         | 7,9     | 9,1    |        | —      | —      | 9,5     | —      | —         | —       | —        | —        |                  |
| 2008  | 9.5     | 8.8     | 9.4    | 9.8    | 10,3   | 11.4   | 10.5    | 10.2   | 11,9 %    | 11,8 %  | 10,9 %   |          |                  |
| 2009  |         |         |        |        |        |        |         |        |           |         |          |          |                  |
| 2010  |         |         |        |        |        |        |         |        |           |         |          |          |                  |
| 2011  | 7,3     | 6,4     | 7,6    |        |        |        |         |        |           |         |          |          |                  |
| 2012  |         |         |        |        |        |        |         | 7,4    | 6,7       | 6,8     | 6,9      | 6,6      |                  |
| 2013  | 6.1     | 5.9     | 6.4    | 6,4    | 6,8    | 6,6    | 6,6     | 6,9    | 6,4       | 5,4     | 4,9      | 5,1      | 6,1              |
| 2014  | 5,5     | 5,6     | 5,8    | 7,3    | 8,5    | 8,8    | 9,4     | 9,2    | 9,2       | 10,0    | 11,0     | 8,4      | 8,2              |
| 2015  | 9,2     | 8.8     | 9,7    | 9,4    | 9,4    | 8,8    | 8,7     | 9,4    | 9,6       | 9,9     | 9,3      | 9,5      | 9,3              |
| 2016  | 9,2     | 9,1     | 9,6    | 9,6    | 9,7    | 9,4    | 9,4     | 9,4    | 12,6      | 10,4    | 11,9     | 9,4      | 9,9              |
| 2017  | 9,1     | 8,5     |        |        |        |        |         |        |           |         |          |          |                  |